# 第6装甲旅団 (ドイツ連邦陸軍)
第6装甲旅団（だい6そうこうりょだん、ドイツ語：Panzerbrigade 6）は、ドイツ連邦陸軍の旅団の一つ。最後は第2装甲擲弾兵師団隷下にあって、旅団隷下部隊はニーダーザクセン州のヘッセン州およびノルトライン＝ヴェストファーレン州に駐屯していた。1981年までは第34装甲旅団と呼称されていた。

## 歴史

### 第34装甲旅団、1981年まで
第6装甲旅団は1975年に前身となる第34装甲旅団がカッセルにて編成される。当初の隷下部隊は以下のとおりであった。
- 旅団司令部中隊
- 第340駆逐戦車中隊　在ヴォルフハーゲン（第5装甲擲弾兵旅団の第50駆逐戦車中隊から一部が編入）
- 第341装甲擲弾兵大隊　在アレンドルフ（1976年に第63戦車大隊第5中隊が第2中隊に、第64戦車大隊第5中隊が第3中隊に改編されヴォルフハーゲンから移駐する）
- 第342装甲擲弾兵大隊　在アーロルゼン（第44戦車大隊を母体にして半分ずつ編成）
- 第343装甲擲弾兵大隊　在アーロルゼン（第44戦車大隊を母体にして半分ずつ編成）

1975年にハノーファーシュ・ミュンデンの第2架橋中隊が第340装甲工兵中隊に改編される。同年、フルダタールにて第340補給中隊が編成された。1975年に第340整備中隊が編入される。同中隊は以前、第2猟兵師団隷下の第2補給大隊第2中隊であり、1975年に第16整備教育中隊から改編される。1976年、ヴォルフハーゲンにて第54戦車大隊はヘシッシュ・リヒテナウにあった偵察小隊を母体に編成された。1976年から1977年まで第34装甲旅団は陸軍第4次編制でのモデル旅団に指定される。

### 第6装甲旅団、1981年から
1981年に旧第6装甲旅団が第14装甲旅団に改称され、これに伴って第34装甲旅団は第6装甲旅団に改称される。1981年に旅団司令部はカッセルからホフガイスマールに移転する。旅団名改称後の隷下部隊は以下のとおりであった。
- 第61戦車大隊　在ヴォルフハーゲン（1980年に編成）
- 第62装甲擲弾兵大隊　在ヴォルフハーゲン（1992年に解隊）
- 第63戦車大隊　在アーロルゼン
- 第64戦車大隊　在ヴォルフハーゲン
- 第65装甲砲兵大隊　在アーロルゼン
- 第25野戦予備大隊　在フルダダール
- 第60整備中隊　在カッセル（1993年に解隊）
- 第60補給中隊　在フルダタール（1993年に解隊）
- 第60装甲工兵中隊　在ハノーファーシュ・ミュンデン（1992年に解隊）
- 第60駆逐戦車中隊　在アーロルゼン
- 第2教育中隊　在ヴァールブルク

1993年、第64戦車大隊は第5装甲擲弾兵旅団に、第65装甲砲兵大隊は第14装甲旅団にそれぞれ配転される。1993年に第6装甲旅団は解隊され、残余の部隊は非現役化される。

## 歴代旅団長
| 第34装甲旅団長 |                                                                                     |               |               |
| 1              | コンラート・マンタイ陸軍大佐 de:Konrad Manthey                                      | 1975年4月1日  | 1977年9月30日 |
| 2              | マルク・ハインリッヒ・フォン・ナトゥージウス陸軍大佐 de:Mark Heinrich von Nathusius | 1977年10月1日 | 1981年3月31日 |
| 3              | カール・ツィマー陸軍大佐 Karl Zimmer                                                | 1981年4月1日  | 1981年9月30日 |
| 第6装甲旅団長  |                                                                                     |               |               |
| 3              | カール・ツィマー陸軍准将 Karl Zimmer                                                | 1981年10月1日 | 1984年9月30日 |
| 4              | ディーター・ブラント陸軍准将 Dieter Brand                                           | 1984年10月1日 | 1988年9月30日 |
| 5              | クリスチャン・ヘルウィッグ陸軍大佐 Christian Hellwig                                | 1988年10月1日 | 1991年9月30日 |
| 6              | ハインリッヒ・ブアー陸軍大佐 Heinrich Boehr                                         | 1991年10月1日 | 1993年9月30日 |